# Heinrich von Meysenbug
Heinrich von Meysenbug (* 13. Juli 1742 in Riede in Hessen; † 14. März 1810 in Kassel) war Landrat in Kurhessen und von 1808 bis 1810 Mitglied der Reichsstände im Königreich Westphalen (Departement der Fulda).

## Leben
Heinrich von Meysenbug war ein finanziell gut gestellter Grundbesitzer und der letzte männliche Spross des alten hessischen Adelsgeschlechts derer von Meysenbug. Er hatte Besitzungen in Riede, Züschen, Retterode, Hessisch Lichtenau, Heimarshausen, Cappel und Meisebach sowie die Gerichtsbarkeit über seine Erblehen. Von 1775 bis 1798 war er Landrat des hessen-casselischen Landratsamtes Schwalm.
Meysenbug machte sein Schloss Riede zu einem Treffpunkt von Künstlern und Gelehrten aus Kassel und darüber hinaus. Der begüterte Grundbesitzer unterhielt beste Beziehungen zum landgräflichen Hof in Kassel. Zwischen 1770 und 1800 ließ er am Südhang des Klauskopfs nahe dem Schloss Riede in einem ehemaligen Wildpark von dem Landschaftsmaler, Architekten und Gartengestalter Johann Heinrich Müntz einen etwa 27 ha großen Englischen Landschaftspark im frühromantischen Stil anlegen.
1802 stiftete er ein von dem Kasseler Bildhauer Johann Christian Ruhl geschaffenes klassizistisches Grabmal für den Arzt für Arzneikunde und Chirurgie am Hospital in Merxhausen Dr. Johann Georg Schmidt auf dem Friedhof in Riede. Es wird vermutet, dass die Stiftung aus Dankbarkeit für eine Patenschaft erfolgte, die Schmidt für den unverheirateten Meysenbug übernommen hatte.
Meysenbug starb am 14. März 1810 auf dem Weg zur Ständeversammlung im Ständehaus, dem späteren Weißen Palais, am Friedrichsplatz in Kassel. Er wurde im Erbbegräbnis der Familie in der alten ev. Kirche in Heimarshausen beigesetzt, die wegen Baufälligkeit vor 1833 abgerissen wurde. Da er ledig und kinderlos geblieben war, starb mit ihm das Geschlecht derer von Meysenbug im Mannesstamm aus.

## Namensnachfolge
1825 wurde der einer hugenottischen Familie entstammende Geheime Kabinettsrat Carl Rivalier von Kurfürst Wilhelm II. von Hessen in den Adelsstand erhoben und mit dem Prädikat „von Meysenbug“ bedacht, obwohl keine genealogischen Verbindungen zwischen den Familien besteht. Die bekannte Schriftstellerin und Frauenrechtlerin Malwida von Meysenbug war seine Tochter.